# Kazys Giedrys

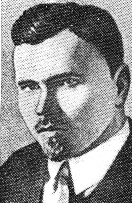
Giedrys

Kazys Giedrys (* 15. März 1891 in Salos bei Rokiškis; † 27. Dezember 1926 in Kaunas) war ein litauischer Revolutionär und Politiker.

## Leben
Giedrys war seit 1917 Mitglied der Sozialdemokratischen Arbeiterpartei Russlands (SDAPR). Im Oktober 1917 organisierte er in Petrograd die Kampfgruppe der Litauer, die sich am Kampf gegen die Truppen des Generals Krasnow beteiligten. 1918 wurde er Leiter der litauischen Sektion der RKP, dann Vertreter der provisorischen Arbeiter- und Bauernregierung Litauens beim Rat der Volkskommissare der RSFSR. Giedrys war Delegierter des 8. Parteitages der RKP (1919), und des I. und II. Weltkongresses der Komintern (1919 und 1921). Von September 1919 bis Anfang 1920 war er Leiter des illegalen Ortsbüros der KP Litauens und Weißrusslands im von Weißpolen okkupierten Vilnius. Im Juni 1920 wurde er verhaftet. Nach einem Austausch von politischen Häftlingen zwischen Sowjetrussland und dem bürgerlichen Litauen im März 1921 kam Giedrys nach Moskau. Von November 1921 bis zum Februar 1923 war er Sekretär der litauischen Sektion beim ZK der RKP. Seit Oktober 1923 hielt er sich in Kaunas auf, wo er die illegale Parteiarbeit für die Kommunistische Partei Litauens (KPL) fortführte. Dort wurde er auch Mitglied des ZK der KPL. Von 1924 bis 1926 erneut im Gefängnis, nahm er nach seiner Entlassung seine illegale Tätigkeit wieder auf. Nach dem Militärputsch Smetonas am 17. Dezember 1926 wurde Giedrys zusammen mit drei weiteren führenden litauischen Kommunisten – Karolis Požėla, Juozas Greifenbergeris und Rapolas Čarnas – verhaftet und erschossen.

## Ehrungen
Eine in den 1970er Jahren in Kaunas aufgestellte Skulpturengruppe von Bronius Vyšniauskas und Napoleonas Petrulis zu Ehren der vier Kommunisten wurde mittlerweile entfernt und befindet sich nunmehr im Grutas-Park.